# Theresia van Mecklenburg-Strelitz

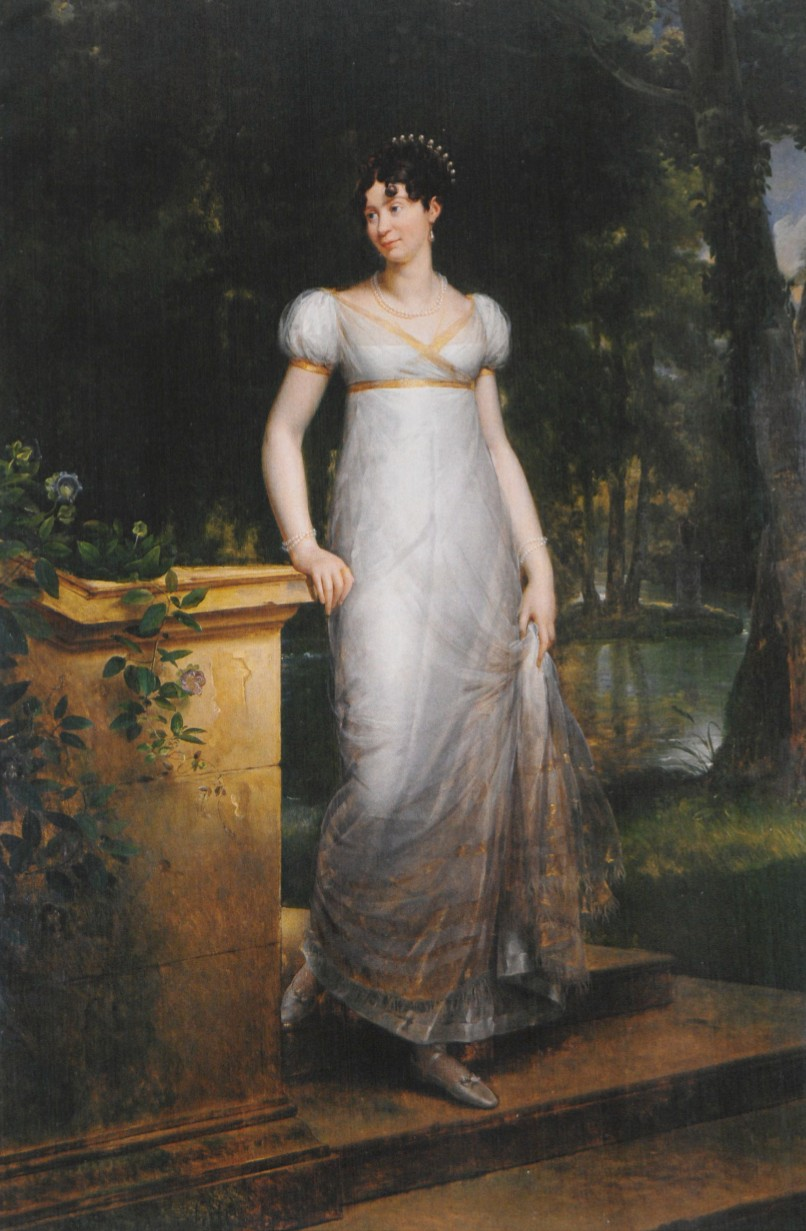
Theresia van Mecklenburg-Strelitz

Theresia Mathilde Amalia van Mecklenburg-Strelitz (Hannover, 5 april 1773 - Regensburg, 12 februari 1839) was een lid van het Huis Mecklenburg-Strelitz en een hertogin van Mecklenburg. 
Zij was het vierde kind en de derde dochter van groothertog Karel II van Mecklenburg-Strelitz en Frederika Caroline Louise van Hessen-Darmstadt. 
Op 25 mei 1789 trad zij zelf in het huwelijk met Karel Alexander, vijfde vorst van Thurn und Taxis en Generalpostmeister van de keizerlijke Rijkspost. Het paar kreeg de volgende kinderen:
- Charlotte Louise (*/† 1790)
- George Karel (1792-1795)
- Maria Theresia (1794-1874)
- Louise Frederieke (*/† 1798)
- Maria Sophia (1800-1870)
- Maximiliaan Karel (1802-1871)
- Frederik Willem (1805-1825)

Vorstin Theresia overleed in Regensburg, op vijfenzestigjarige leeftijd.